# Survival of the Fittest: Live
| Recensione | Giudizio |
| ---------- | -------- |
| AllMusic   | [ 1 ]    |

Survival of the Fittest: Live è un album live a nome di Ted Nugent and The Amboy Dukes, pubblicato dalla Polydor Records nel 1971. Il disco fu registrato dal vivo il 31 luglio ed il 1º agosto del 1970 al Eastowne Theatre di Detroit , Michigan (Stati Uniti), e remixato all'Electric Lady Studios di New York City.

## Tracce
Brani composti da Ted Nugent, tranne dove indicato
Lato A
1. Survival of the Fittest – 6:17 (Andy Solomon, K.J. Knight, Rob Ruzga, Ted Nugent)
2. Rattle My Snake – 3:00
3. Mr. Jones' Hanging Party – 4:55
4. Papa's Will – 9:00

Lato B
1. Slidin' On – 3:03
2. Prodigal Man – 21:20

## Musicisti
- Ted Nugent - chitarra
- Ted Nugent - voce solista (brano: A4)
- Andy Solomon - tastiere, sassofono
- Andy Solomon - voce solista (brani: A2, B1 e B2)
- Rob Ruzga - basso
- K.J. Knight - batteria
- K.J. Knight - voce solista (brano: A3)
- The Amboy Dukes - arrangiamenti